# 시후역
시후역(중국어 정체자: 西湖站, 한어 병음: Xīhú Zhàn, 웨이드-자일스: Hsi¹hu² Chan⁴, 한자음: 서호참)은 2009년에 개통한 타이완의 철도역이다.

## 역 주변
- 더밍과학기술대학교
- 시후시장
- 시후공원